# NBA-Draft 1977
In dieser Liste werden die Ergebnisse des NBA-Drafts 1977 dargestellt. Dies ist eine Veranstaltung der Basketballliga NBA, bei der die Teams der Liga die Rechte an verfügbaren Nachwuchsspielern erwerben können. Meistens kommen die gedrafteten Spieler direkt vom College, aber auch aus Ligen außerhalb Nordamerikas und früher auch von der Highschool.
Die bekanntesten aus dem NBA-Draft 1977 hervorgegangene Spieler sind wohl Marques Johnson, der fünfmal ins NBA All-Star Game eingeladen wurde, sowie Otis Birdsong, Walter Davis, Norm Nixon, Bernard King und Jack Sikma. Diese Spieler konnte in ihrer Karriere große Erfolge feiern und waren die besten des Draft-Jahrgangs.

## Runde 1
| Pick | Spieler (Position)       | Nationalität       | NBA Team               | vorheriges Team/College |
| ---- | ------------------------ | ------------------ | ---------------------- | ----------------------- |
| 1    | Kent Benson (C)          | Vereinigte Staaten | Milwaukee Bucks        | Indiana                 |
| 2    | Otis Birdsong (SG)       | Vereinigte Staaten | Kansas City Kings      | Houston                 |
| 3    | Marques Johnson (SF)     | Vereinigte Staaten | Milwaukee Bucks        | UCLA                    |
| 4    | Greg Ballard (SF)        | Vereinigte Staaten | Washington Bullets     | Oregon                  |
| 5    | Walter Davis (SG)        | Vereinigte Staaten | Phoenix Suns           | North Carolina          |
| 6    | Kenny Carr (SF/PF)       | Vereinigte Staaten | Los Angeles Lakers     | North Carolina State    |
| 7    | Bernard King (SF)        | Vereinigte Staaten | New Jersey Nets        | Tennessee               |
| 8    | Jack Sikma (C)           | Vereinigte Staaten | Seattle SuperSonics    | Illinois Wesleyan       |
| 9    | Tom LaGarde (C)          | Vereinigte Staaten | Denver Nuggets         | North Carolina          |
| 10   | Ray Williams (PG)        | Vereinigte Staaten | New York Knicks        | Minnesota               |
| 11   | Ernie Grunfeld (PG)      | Vereinigte Staaten | Milwaukee Bucks        | Tennessee               |
| 12   | Cedric Maxwell (PF)      | Vereinigte Staaten | Boston Celtics         | UNC-Charlotte           |
| 13   | Tate Armstrong (SG)      | Vereinigte Staaten | Chicago Bulls          | Duke                    |
| 14   | Wayne "Tree" Rollins (C) | Vereinigte Staaten | Atlanta Hawks          | Clemson                 |
| 15   | Brad Davis (PG)          | Vereinigte Staaten | Los Angeles Lakers     | Maryland                |
| 16   | Rickey Green (PG)        | Vereinigte Staaten | Golden State Warriors  | Michigan                |
| 17   | Bo Ellis (PF)            | Vereinigte Staaten | Washington Bullets     | Marquette               |
| 18   | Wesley Cox (SF/PF)       | Vereinigte Staaten | Golden State Warriors  | Louisville              |
| 19   | Rich Laurel (SG)         | Vereinigte Staaten | Portland Trail Blazers | Hofstra                 |
| 20   | Glenn Mosley (PF)        | Vereinigte Staaten | Philadelphia 76ers     | Seton Hall              |
| 21   | Anthony Roberts (SF)     | Vereinigte Staaten | Denver Nuggets         | Oral Roberts            |
| 22   | Norm Nixon (PG)          | Vereinigte Staaten | Los Angeles Lakers     | Duquesne                |